# American Library Association
Die American Library Association (ALA) ist eine Organisation, die in den Vereinigten Staaten gegründet wurde und Bibliotheken international fördert.
Mit ungefähr 64.600 Mitgliedern ist sie die älteste und größte Bibliothekenverbindung der Welt. Gegründet wurde sie 1876 in Philadelphia, heute liegt der Hauptsitz in Chicago. Seit 2002 ist Keith Michael Fiels der Geschäftsführer.
Die Organisation vergibt zahlreiche Auszeichnungen, darunter die Caldecott Medal (Bilderbücher), die Newbery Medal (Kinderbücher), den Stonewall Book Award, den Michael L. Printz Award (Jugendliteratur), den Children’s Literature Legacy Award, den W.Y. Boyd Literary Award for Excellence in Military Fiction, den ALA-Best-Books-for-Young-Adults-Preis, den Margaret A. Edwards Award für herausragende Jugendbuchautoren und den jährlichen Preis für einen Outstanding Academic Title.
Die ALA ist Mitherausgeberin des weltweit verbreitetsten bibliothekarischen Regelwerks Anglo-American Cataloguing Rules.
Die Organisation tritt entschieden gegen die Zensur von Bibliotheken ein. Sie veröffentlicht jährlich eine Liste der erfolgreichen und versuchten Entfernungen von Büchern aus Bibliotheken und ist Hauptsponsor der jährlich stattfindenden Banned Books Week.